# 降格
| ウィキペディアには「降格」という見出しの百科事典記事はありません（タイトルに「降格」を含むページの一覧/「降格」で始まるページの一覧）。 代わりにウィクショナリーのページ「降格」が役に立つかもしれません。 |